# Nyctosia cocinea
Nyctosia cocinea är en fjärilsart som beskrevs av William Schaus 1899. Nyctosia cocinea ingår i släktet Nyctosia och familjen björnspinnare. Inga underarter finns listade i Catalogue of Life.